# Shane Byrne
Shane Byrne (Lambeth, 10 de diciembre de 1976) es un expiloto de motociclismo Británica que fue campeón del Campeonato Británico de Superbikes en las temporadas 2003, 2008, 2012, 2014, 2016 y 2017.

## Trayectoria
Su debut se produce en 1998 cuando participa en el Campeonato Mundial de Supersport en Brands Hatch, aunque no pudo participar definitivamente en la carrera. No sería hasta la temporada 2002 cuando obtendría una wildcar en el Campeonato Mundial de Superbikes con una wild card con dos participaciones en Silversotne y Brands Hatch. Repetiría su wild car en la temporada 2003 y conseguiría la victoria en Brands Hatch en las dos mangas. También obtiene su primer título del Campeonato Británico de Superbikes.
Estas victorias le abren las puertas del Campeonato del Mundo de Motociclismo y en 2004 es contratado por el equipo MS Aprilia Racing para participar en la clasificación de 500cc con Jeremy McWilliams de compañero. Ese año se clasifica en la vigésima posición con 18 puntos. 

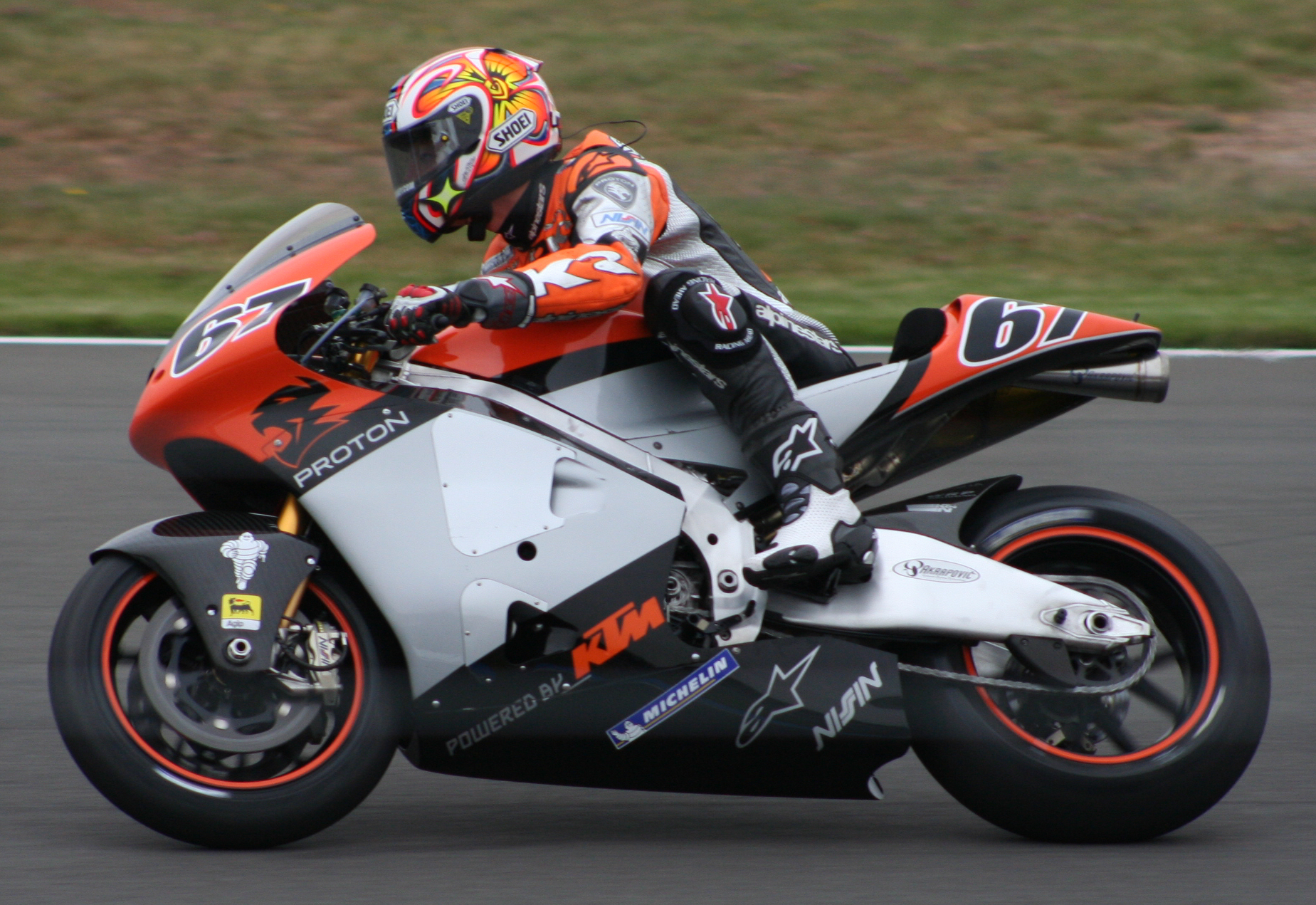
Byrne sulla Proton KTM del Team KR a Donington nel 2005

Después de haber participado en algunas carreras en la temporada 2005 con la Proton KR5 KTM del Team Roberts, sigue posteriormente la temporada con la RC211V del equipo Camel Honda sustituyendo a Troy Bayliss.
Pero sus grandes éxitos llegarían en el Campeonato Británico de Superbikes consiguiendo el título en 2008. En la temporada 2009 participa en el Campeonato Mundial de Superbikes con una Ducati 1098R del Team Sterilgarda.
Concluye su primera temporada completa en el octavo puesto de la clasificación general con 192 puntos. Su mejor resultato en carrera sería un segundo puesto en la carrera 1 del Gran Premio de San Marino.
En la temporada 2010 continua en el Mundial de Superbikes con una Ducati 1098R del equipo Althea Racing con Carlos Checa como compañero de equipo. Termina la temporada en el décimo puesto con 169 puntos pero sin ningún podio.
En 2011 vuelve al campeonato británico donde consigue cuatro títulos más en 2012, 2014, 2016 y en 2017.
El 17 de mayo de 2018, sufre una aparatoso accidente en la tercera vuelta de la carrera del circuito de Snetterton, que le provoca traumatismos en ambos pulmones, fractura de todas las costillas, cuatro vértebras, cuello en dos lugares, tabique nasal y la clavícula.

## Carreras por año
Sistema de puntuación de 1993 hasta 2022:
| Posición | 1.º | 2.º | 3.º | 4.º | 5.º | 6.º | 7.º | 8.º | 9.º | 10.º | 11.º | 12.º | 13.º | 14.º | 15.º |
| Puntos   | 25  | 20  | 16  | 13  | 11  | 10  | 9   | 8   | 7   | 6    | 5    | 4    | 3    | 2    | 1    |

| Año  | Clase  | Moto      | 1       | 2       | 3       | 4       | 5      | 6       | 7      | 8      | 9       | 10      | 11    | 12     | 13     | 14     | 15    | 16    | 17    | Pts | Pos  |
| ---- | ------ | --------- | ------- | ------- | ------- | ------- | ------ | ------- | ------ | ------ | ------- | ------- | ----- | ------ | ------ | ------ | ----- | ----- | ----- | --- | ---- |
| 2004 | MotoGP | Aprilia   | RSA 15  | ESP Ret | FRA DNQ | ITA 13  | CAT 13 | NED Ret | RIO 17 | ALE 14 | GBR 13  | CZE -   | POR - | JAP 13 | QAT -  | MAL -  | AUS - | VAL - |       | 18  | 20.º |
| 2005 | MotoGP | Proton KR | ESP Ret | POR 16  | CHN -   | FRA Ret | ITA 16 | CAT 16  | NED 17 | USA 15 | GBR Ret | ALE Ret | CZE - | JPN -  | MAL 14 | QAT 13 | AUS - | TUR - | VAL - | 6   | 24.º |

### Campeonato Mundial de Superbikes

#### Carreras por temporada
| Año  | Moto   | 1       | 1       | 2     | 2      | 3       | 3      | 4      | 4     | 5      | 5      | 6      | 6       | 7      | 7      | 8     | 8     | 9      | 9     | 10     | 10     | 11     | 11      | 12      | 12    | 13    | 13    | 14    | 14    | Ptos. | Pos. |
| Año  | Moto   | R1      | R2      | R1    | R2     | R1      | R2     | R1     | R2    | R1     | R2     | R1     | R2      | R1     | R2     | R1    | R2    | R1     | R2    | R1     | R2     | R1     | R2      | R1      | R2    | R1    | R2    | R1    | R2    | Ptos. | Pos. |
| ---- | ------ | ------- | ------- | ----- | ------ | ------- | ------ | ------ | ----- | ------ | ------ | ------ | ------- | ------ | ------ | ----- | ----- | ------ | ----- | ------ | ------ | ------ | ------- | ------- | ----- | ----- | ----- | ----- | ----- | ----- | ---- |
| 2002 | Ducati | ESP -   | ESP -   | AUS - | AUS -  | RSA -   | RSA -  | JAP -  | JAP - | ITA -  | ITA -  | GBR 9  | GBR 5   | ALE -  | ALE -  | RSM - | RSM - | USA -  | USA - | BHA 10 | BHA 10 | OSC -  | OSC -   | NED -   | NED - | IMO - | IMO - |       |       | 30    | 21.º |
| 2003 | Ducati | ESP -   | ESP -   | AUS - | AUS -  | JAP -   | JAP -  | ITA -  | ITA - | ALE -  | ALE -  | GBR 1  | GBR 1   | RSM -  | RSM -  | USA - | USA - | BHA -  | BHA - | NED -  | NED -  | IMO -  | IMO -   | FRA -   | FRA - |       |       |       |       | 50    | 16.º |
| 2009 | Ducati | AUS Ret | AUS Ret | QAT 6 | QAT 12 | ESP 9   | ESP 11 | NED 11 | NED 8 | MON 14 | MON 18 | RSA 9  | RSA Ret | USA 11 | USA 10 | RSM 2 | RSM 6 | GBR 5  | GBR 4 | CZE 4  | CZE 8  | ALE 10 | ALE Ret | ITA Ret | ITA 7 | FRA 8 | FRA 7 | POR 4 | POR 4 | 192   | 8.º  |
| 2010 | Ducati | AUS 14  | AUS 12  | POR 6 | POR 7  | ESP Ret | ESP 8  | NED 9  | NED 8 | ITA 13 | ITA 9  | RSA 15 | RSA 13  | USA 6  | USA 7  | RSM 9 | RSM 7 | CZE 12 | CZE 9 | GBR 9  | GBR 8  | ALE 9  | ALE 10  | IMO 8   | IMO 6 | FRA 9 | FRA 8 |       |       | 169   | 10.º |